# Phyllantheae
Phyllantheae, tribus filantusovki (Phyllanthaceae), dio potporodice Phyllanthoideae. Sastoji se od devet rodova
Sauropus Blume je sinonim od Breynia J.R.Forst. & G.Forst.

## Rodovi
1. Breynia J.R.Forst. & G.Forst., 91 vrsta
2. Flueggea Willd., 16 vrsta
3. Glochidion J.R.Forst. & G.Forst., 307 vrsta
4. Heterosavia (Urb.) Petra Hoffm., 4 vrste
5. Lingelsheimia Pax, 6 vrsta
6. Margaritaria L.f., ¸13 vrsta
7. Phyllanthus L., 872 vrste
8. Plagiocladus Jean F.Brunel, 1 vrsta
9. Synostemon F.Muell., 33 vrste

Dr. Michael Hassler navodi 18 rodova.
- Tribus Phyllantheae Dumort.

1. Plagiocladus Jean F. Brunel ex Petra Hoffm. (1 sp.)
2. Margaritaria L. f. (13 spp.)
3. Lingelsheimia Pax (7 spp.)
4. Heterosavia (Urb.) Petra Hoffm. (4 spp.)
5. Flueggea Willd. (16 spp.)
6. Nellica Raf. (19 spp.)
7. Cathetus Lour. (42 spp.)
8. Kirganelia A. Juss. (24 spp.)
9. Nymphanthus Lour. (87 spp.)
10. Lysiandra (F. Muell.) R. W. Bouman, I. Telford & J. J. Bruhl (27 spp.)
11. Moeroris Raf. (198 spp.)
12. Phyllanthus L. (228 spp.)
13. Cicca L. (45 spp.)
14. Dendrophyllanthus S. Moore (160 spp.)
15. Emblica Gaertn. (45 spp.)
16. Glochidion J. R. Forst. & G. Forst. (336 spp.)
17. Synostemon F. Muell. (39 spp.)
18. Breynia J. R. Forst. & G. Forst. (97 spp.)